# 八木寅次郎
八木 寅次郎（やぎ とらじろう、1865年4月5日（元治2年3月10日） - 1946年（昭和21年）2月7日）は、日本の柔術家。

## 経歴
1865年4月5日（元治2年3月10日）に武蔵国秩父郡寺尾村（現・埼玉県秩父市）で八木柳太郎の三男として生まれる。
幼いころから体格が人より勝り武術を好んでいた。1877年（明治10年）に甲源一刀流の辺見多四郎、逸見愛作に就いて8年間剣道修業した。
17歳の春に東京へ修行に行くため正丸峠を越えた。途中、柔術の手合わせをしばしば行ったが「むこうに敵なし」と評判になったという。1885年（明治18年）、藍澤勝之と佐野周三郎から戸塚派楊心流、山口勝三郎から天神真楊流を学んだ。
その後、天神真楊流の三代目磯正智に弟子入りし、高弟の地位に上がり流派の重鎮となった。
陸軍教導団に入っており、同期には白川義則、林銑十郎がいた。日清戦争、日露戦争に従軍し金鵄勲章を受けている。
教導団時代は、四代目磯又右衛門正信の道場へ軍服姿で通っていた。柔術の稽古は荒く同門の人達は相手をすることを尻込んだという。稽古をしすぎて小便が真っ赤になったほどであった。
軍隊を退き、1892年（明治25年）3月に本郷東片町五二、旧中仙道の通りに面したところに三十畳の広さの「天神真楊流柔術指南所」を開設し柔術の指南と整骨業を始めた。
1894年7月4日に渡辺豊次郎の長女えいと結婚した。日清戦争に砲兵（野戦砲兵第一連隊）として従軍、満州各地を転戦した。
軍人勅諭を基礎に門弟を教育した。
また、柔道整復術の公認運動に参加した柔術家の一人でもあり、認可後に日本柔道整復師会の三代目会長に就任した。
講道館四天王の横山作次郎と親交があり、よく横山作次郎が道場に来て八木寅次郎と乱捕をしていたという。